# Pfarrkirche Senftenbach

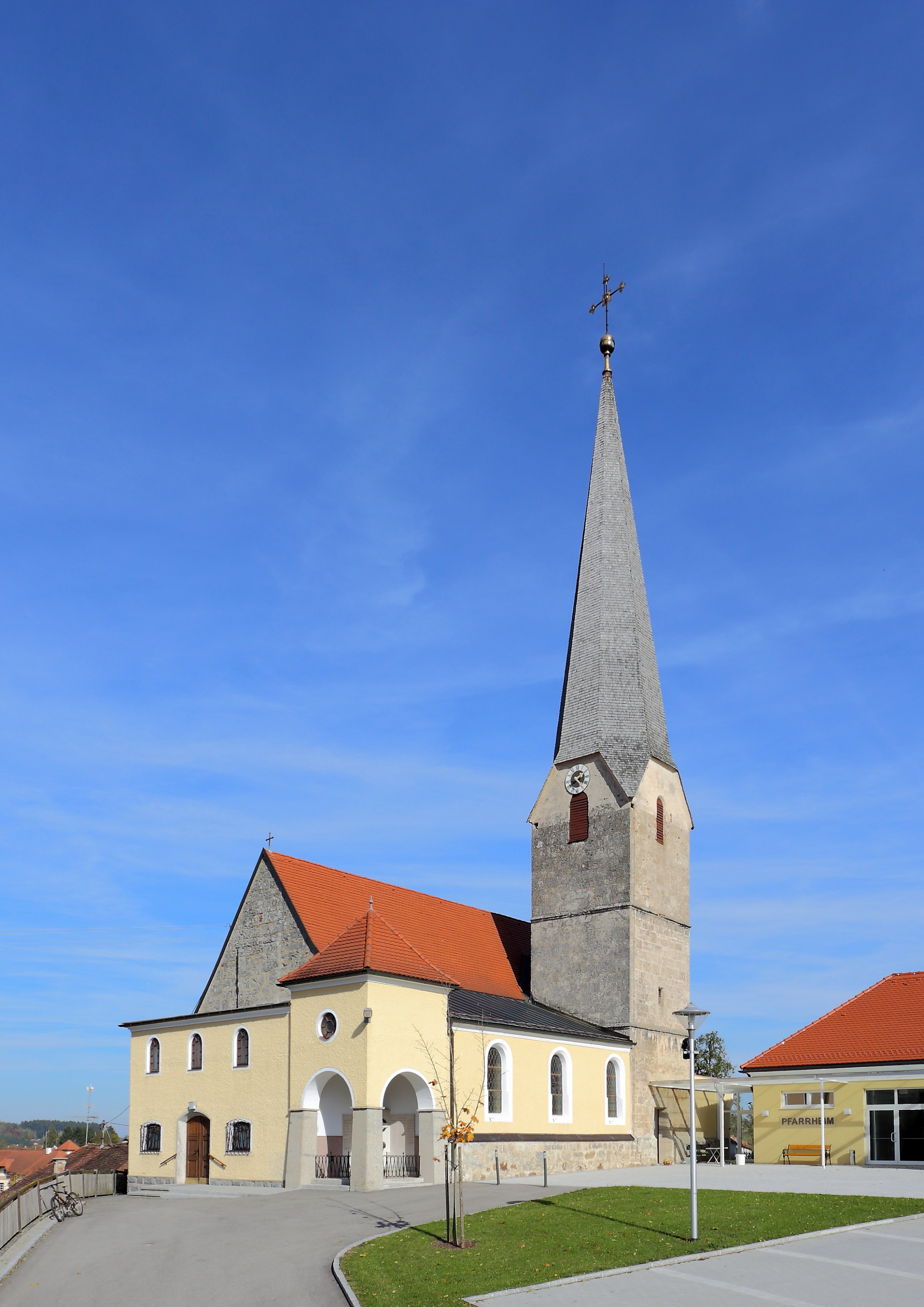
Kath. Pfarrkirche Hl. Kreuz in Senftenbach

Die Pfarrkirche Senftenbach steht in der Gemeinde Senftenbach in Oberösterreich. Die römisch-katholische Pfarrkirche Heiliges Kreuz gehört zum Dekanat Altheim in der Diözese Linz. Die Kirche steht unter Denkmalschutz.

## Geschichte
Eine Kirche wurde 1035 urkundlich genannt.

## Architektur
Der spätgotische Kirchenbau hat ein einschiffiges dreijochiges netzrippengewölbtes Langhaus und einen leicht eingezogenen einjochigen sternrippengewölbten Chor mit einem Fünfachtelschluss. Die Strebepfeiler im Langhaus sind eingezogen. Das dreijochige südliche Seitenschiff des Langhauses ist ein Anbau aus dem Ende des 19. Jahrhunderts. Der Turm im südlichen Chorwinkel trägt einen achtseitigen Pyramidenhelm. Der Chor zeigt außen die Reste eines breiten ornamentalen freskogemalten Friesbandes.

## Ausstattung

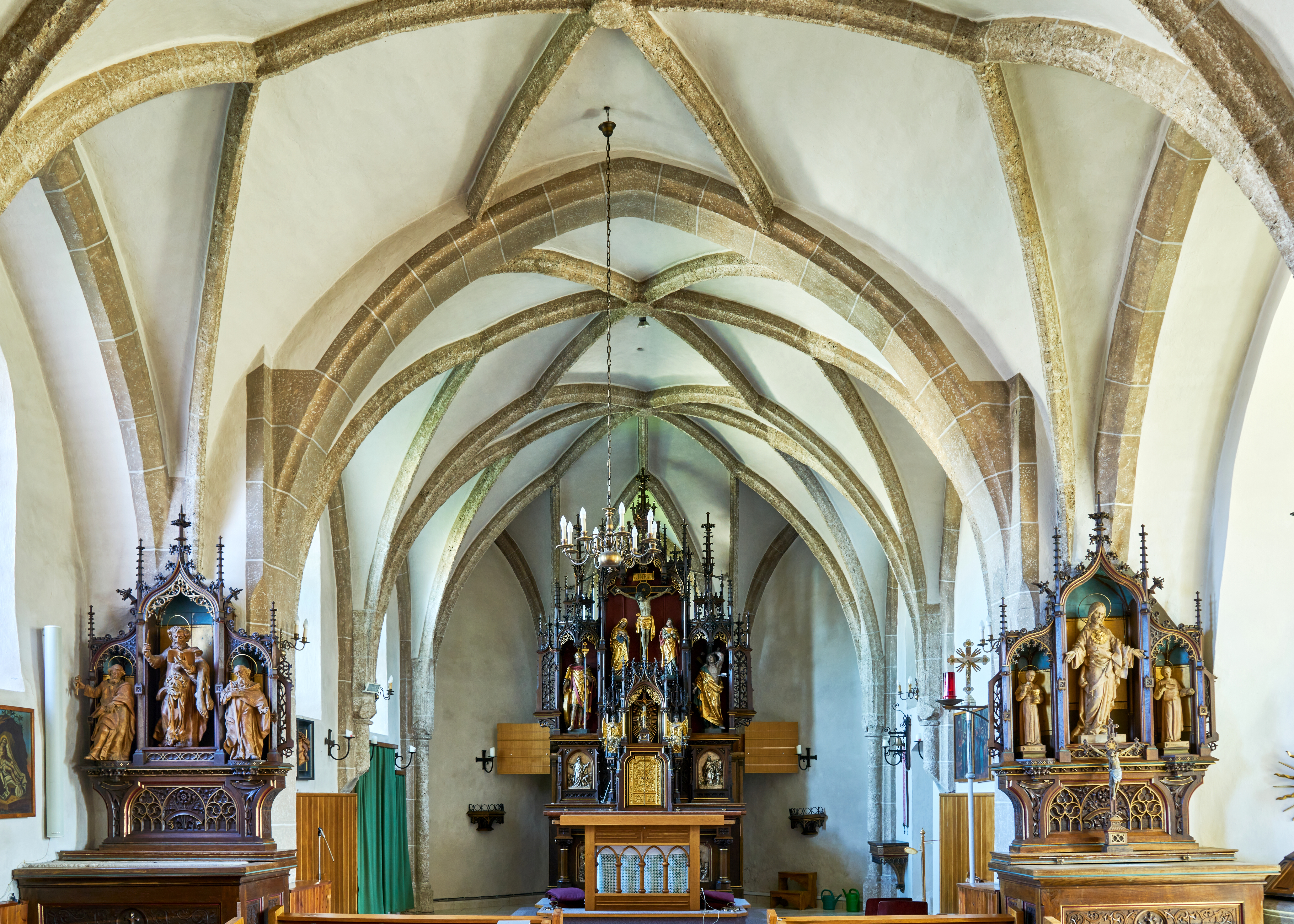
Blick zum Chor

Die neugotischen Altäre und die Kanzel entstanden von 1871 bis 1875. Der linke Seitenaltar trägt die Holzstatuen Bartholomäus und Peter und Paul in der Art des Thomas Schwanthaler (um 1660).